# Papyrus 1.4
Bei dem Papyrus 1.4, ausführlich Papyrus Chester Beatty I.4, von der Chester Beatty Library mit dem wissenschaftlichen Kürzel Pap 1.4 bezeichnet, handelt es sich lediglich um das vierte Teilstück der gesamten Schriftrolle des Papyrus Chester Beatty I aus der Ramessidenzeit.

## Geschichte
Die Schriftrolle aus Papyrus und damit auch alle späteren Teilstücke wurden während der Regierungszeit von Pharao Ramses V. in neu-hieratischer Schrift verfasst. Nach bisherigem Forschungsstand gehörten sie zu einem in Deir el-Medina entdeckten Archiv einer Gemeinschaft von Handwerkern, die damals in den Tälern der Könige und Königinnen arbeiteten. Dieses Archiv, beziehungsweise, diese Privatbibliothek umfasste ursprünglich etwa 40 verschiedene Papyri, von denen zumindest einige von dem US-amerikanischen Bergbauingenieur und Büchersammler Alfred Chester Beatty zusammengetragen wurden und heute in Sammlungen in Kairo, Genf, London, Oxford und Dublin verstreut sind.
Der Papyrus 1.4, wie auch alle anderen Teilstücke des Gesamt-Papyrus, befindet sich zurzeit in der Chester Beatty Library (irisch: Leabharlann Chester Beatty) in Dublin, wo er wie folgt beschrieben wird:

„Vierter von fünf Papyrusabschnitten einer großen Schriftrolle, die den Wettstreit von Horus und Seth, eine Reihe ägyptischer Liebeslieder, ein Enkomium von Ramses V, eine Hymne an den Gott Amun, einen Stierverkauf und andere Memoranden oder Geschäftsnotizen enthält und in hieratisch Schrift in Theben geschrieben wurde während der Regierungszeit von Ramses V., dem vierten Pharao der 20.Dynastie. Die Schriftrolle war Teil eines größeren "thebanischen Fundes" literarischer Texte, deren übrige Teile 1930 von Edith und Chester Beatty dem Britischen Museum geschenkt wurden. Forschungen haben ergeben, dass diese Papyri zu einem Archiv gehörten, das in Dier el-Medina entdeckt wurde und einer Gemeinschaft von Handwerkern, die in den Tälern der Könige und Königinnen arbeiteten, gehörte.“

Diese Beschreibung der Chester Beatty Library bezieht sich jedoch nicht nur auf das Teilstück Pap 1.4, sondern im Grunde auf die ganze Schriftrolle des hieratischen Papyrus Chester Beatty I.
Die Schriftrolle des Gesamt-Papyrus Papyrus Chester Beatty I wurde allerdings in Orientierung nach der Spalteneinteilung auf der Vorderseite zerteilt, ohne Rücksicht darauf, dass dadurch die Spalte auf der Rückseite zerschnitten wird, denn die Zahl und Breite der Textkolumnen verlaufen auf der Vorder- und Rückseite der Schriftrolle keineswegs prallel-synchron. Daraus folgt letztlich, dass die Zerlegung des Papyrus in fünf Abschnitte keine inhaltliche Aufteilung repräsentiert, sondern aufgrund anderweitiger praktischer Erwägungen erfolgte.

## Inhalt
Die Vorderseite (recto) des Papyrus 1.4 beinhaltet eine Erzählung von dem Götterwettstreit zwischen Horus und Seth, während die Rückseite (verso) Loblieder auf den jungen König Ramses V und eine Sammlung von Liebesliedern beinhalten.
Der Artikel der Chester Beatty Library spricht von einem Hymnus an Amun, die Übersetzung der library of A.Chester Beatty merkt aber auf Seite 30 an, dass es sich bei der Gottheit im Hymnus genauso gut um Chons handeln könnte, da lediglich von einer Gottheit in Theben gesprochen wird und im Hymnus auch die Bezeichnung „Jüngling von Theben“ benutzt wird. Diese ist auf jeden Fall eine Referenz zu Chons. Ursula Verhoeven wirft in Ein historischer „Sitz im Leben“ für die Erzählung von Horus und Seth des Papyrus Chester Beatty I. ebenfalls die Vermutung auf, dass es sich bei der Gottheit im Hymnus um Chons handeln könnte.